# 70714 Rizk
70714 Rizk è un asteroide della fascia principale. Scoperto nel 1999, presenta un'orbita caratterizzata da un semiasse maggiore pari a 2,6343358 UA e da un'eccentricità di 0,0592083, inclinata di 7,09919° rispetto all'eclittica.